# 김현욱 (방송인)
김현욱(1972년 9월 17일~ )은 대한민국의 방송인이다.

## 학력
- 용산고등학교 졸업
- 고려대학교 서어서문학과 졸업

## 경력
- 2000년: KBS 28기 공채 아나운서(KBS 부산방송총국 지역근무)
- 2012년: 아나운서(주) 대표이사

## 연기 활동

### 드라마
- 2009년 《선택의 도의증》 ... 오도현(78세) 역
- 2015년 《칠전팔기 구해라》 ... 연예뉴스 진행자 역(특별출연)
- 2015년 《오 나의 귀신님》 ... 셰프VS셰프 MC 역

### 영화
- 2014년 《황구》 ... 캐스터 역(우정출연)
- 2016년 《날, 보러와요》 ... 인터뷰 진행자 역(특별출연)
- 2017년 《희생부활자》 ... 목소리 출연
- 2017년 《반드시 잡는다》 ... 뉴스앵커 1 역(우정출연)

## 진행

### 텔레비전
- 2001년: KBS2 《KBS 스포츠뉴스》
- 2002년~2004년: KBS1 《열려라 동요세상》
- 2003년~2004년: KBS2 《생방송 세상의 아침》
- 2003년: KBS2 《아침마당 2003년 4월 7일	[명랑발언대] 우리는 새내기 (31기 공채 아나운서 패널))
- 2004년: KBS1 《쏙쏙 어린이 경제나라》
- 2004년: KBS1 《우리말 겨루기》
- 2004년: KBS2 《행복한 밥상》
- 2005년: KBS1 《청년불패》
- 2005년~2011년: KBS1 《도전! 골든벨》[2005년 9월 25일 ~ 2011년 2월 20일(패자부활전에서 남자MC 물러남)]
- 2005년: KBS2 《쇼 파워 비디오》
- 2007년: KBS1 《유유자작》
- 2007년: KBS1 《토요일 가족이 부른다》
- 2008년: KBS1 《체험 삶의 현장》
- 2011년: KBS2 《여유만만》출연(특별 게스트) 2011년 9월 19일《2011 신입 아나운서 시험 합격의 비결!》
- 2011년: KBS1 《토요일 가족이 부른다》
- 2011년: KBS2 《생생정보통》
- 2011년~2012년: KBS1 《스카우트》
- 2012년: TV조선 《총장님의 캠퍼스 프로젝트 청바지》
- 2012년: OBS 경인TV 《고교토론 판》
- 2013년: JEI 재능TV 《스피치 킹》
- 2013년: EBS1 《생활의 비법》
- 2013년: tvN 《퍼펙트 싱어 VS》
- 2013년: MBC 퀸 《탑 시크릿》
- 2013년: tvN 《크리에이티브 코리아》
- 2013년: 아이넷TV 《가요사랑콘서트》
- 2014년: TV조선 《대찬인생》
- 2014년: EBS1 《안전을 약속해》
- 2014년: EBS1 《청춘 토크 콘서트 - 통일 Dream》
- 2015년: YTN 사이언스 《이매진》
- 2015년: MBC 《마이 리틀 텔레비전》
- 2015년: KTV 《대한민국 정책퀴즈왕》
- 2015년: TBC 《가족자랑 노래경연 손자랑 손녀랑 랑랑콘서트》
- 2015년: TV조선 《애정통일! 남남북녀》
- 2016년~2019년: 채널A 《김현욱의 굿모닝》
- 2018년: JTBC 《다큐 플러스》 4회: 자동차, 꿈의 질주를 시작하다 - 내레이션
- 2018년: JTBC 《다큐 플러스》 11회: 스포츠! 새로운 산업으로 다가오다 - 내레이션
- 2020년: KBS2 《아침마당] 8538회	1월 7일	화요초대석 <아버지가 되어서야 비로소 보이는 것들> 출연
- 2020년 : KBS1 《도전! 골든벨》스페셜 특집 3부 (2020년 4월 26일) 출연
- 2022년: tvN 《전설이 떴다 군대스리가》 - 캐스터
- 2024년 : KBS1 <아침마당>  - 6월 10일 9670회 불혹에 쓰는 육아일기 출연

## 그 외 활동

### 도서
- 2013년 《스토리텔링 스피치》 (ISBN 9788934962809)

### 예능
- 2015년 MBC《미스터리 음악쇼 복면가왕》- 태양의 아들 서커스맨
- 2024년 TV조선 《이제 혼자다》 - 1회 (최동석 편 VCR 출연)

### 홍보대사
- 2012년 산림청 홍보대사
- 2012년 비앙카 홍보대사
- 2014년 서울시의회 홍보대사

## 수상
- 2004년 KBS 연예대상 쇼·오락 부문 남자 MC 신인상